# Kostia Konstantinoff
Kostia Konstantinoff, (en russe : Костя Константинов), né le 15 juin 1903 à Odessa et mort le 30 mai 1947  près de Port Deposit, Maryland), est un compositeur, pianiste et chef d’orchestre russe.

## Biographie
Konstantinoff émigre à 18 ans pour rejoindre son frère aîné à Constantinople, puis à Berlin et à Paris où se terminent ses études musicales. Il est lui-même quelque temps professeur de piano au conservatoire russe de Paris.
Sa véritable carrière débute par des concerts et des soirées de bienfaisance où il accompagne les interprètes de chansons russes et tziganes (N. Poliakova, Iza Kremer, A.V. Valentinov, M.A. Spiridovitch, E. Skokan, etc.) et assure la direction d’orchestre dans les spectacles du théâtre populaire russe (1930), de l’opéra A. Dolinov (1931), de l’opéra russe du prince Alekseï Tsereteli (1941). Il est en avril 1941 le soliste du Concerto n° 1 de Tchaïkovski enregistré avec l’Orchestre de la Société des Concerts du Conservatoire dirigé par Charles Munch. Le 1er mars 1942, il interprète le Concerto en la de Liszt sous la direction de Gustave Cloëz.
Les œuvres de Kostia Konstantinoff ont été exécutées à Paris au festival de la musique russe au Théâtre des Champs-Élysées (1932). Il a dirigé l’Orchestre symphonique de Paris lors de l’exécution de son poème symphonique Stade (Jeux olympiques en 1933). Il est l’auteur de la musique des ballets Sport, Le Conte du bouleau pour le ballet de Boris Kniaseff (1930), Souvenirs de Vienne (1933), Port Saïd pour le ballet russe de L. Voïtsekhhovski, Carnaval (1936), Les Finances (1937). Il est aussi l’auteur de la suite pour deux pianos Maloniana (exécutée avec le concours de Lazare-Lévy sous la direction d’Alfred Cortot - 1931). Il a écrit la musique pour le spectacle Hamlet pour le théâtre Anton Tchekhov (en tournée à Paris en 1931) et celle de l’opérette Don Philippe créée en 1943 au Théâtre Pigalle.
Chef de l’Orchestre de Paris pendant l’Occupation, il devient suspect auprès des autorités allemandes, qui se rendent compte qu'il est juif (il fait l'objet d'une rare demande de dispense de port de l'étoile jaune présentée par le maréchal Pétain). Il ne sera pas inquiété.
Sa carrière internationale reprend en 1946 avec des concerts à Londres, Vienne, Copenhague puis sur le continent américain. Différents projets de ballets l’attendent à New York, où il compte s’installer à son retour d’Amérique latine, mais un accident d’avion met fin le 30 mai 1947 à une carrière jusque-là prometteuse. Il a 43 ans.

## Partitions de Kostia Konstantinoff

### Partitions répertoriées au département de la musique de la BNF
Deux pièces pour piano, 1929
- I – Prélude
- II – Bagatelle

Chant et piano
- Torches, 1932
- Alerte, 1937
- Bar, 1937
- Boite à musique, 1937
- Cargo, 1937
- Chant des bûcherons, 1937
- Chapelle, 1937
- Finale-Troïka, 1937
- Idylle-Troïka, 1937
- Maquette du château, 1937
- Messe de minuit, 1937
- Mort de Grégor, 1937
- Musique chinoise A., 937
- Musique chinoise B., 1937
- Réception, 1937
- Retour la nuit, 1937
- Sentinelles, 1937
- Sonnailles, 1937
- Les souliers de Stassik, 1937
- Stassik court, 1937

Piano seul
- Carte de Pologne, 1937
- Départ Troïka, matin, 1937
- Jenny Holte, 1937
- Lutte, 1937
- L’orage, 1937
- Pas d’Ivan, 1937
- Synthèse, 1937
- Traîneaux, 1937
- Troïka (générique), 1937

Chant et piano
- A la rescousse, 1937
- Héros, 1937
- Idylle, 1937
- Incendie-Idylle, 1937
- Le juge, 1937
- Musique indienne, 1937
- L’ours et les petits chiens, 1937
- Piège, 1937
- Poursuite, 1937

Autres
- Légende du bouleau, ballade symphonique pour piano et orchestre (réduction pour deux pianos), 1935
- Vienne, partition d’orchestre, 1935
- Vienne, réduction pour deux pianos, 1937
- Concerto pour violon et orchestre (réduction pour violon et piano), 1936
- Capriccio d’après Goya (partition d’orchestre), 1941
- Élégie (pour piano), 1941
- Élégie (pour orchestre avec piano conducteur), 1941
- Élégie (transcription pour violon par l’auteur avec acc. de piano), 1942
- Piccoli (partition d'orchestre), 1941
- Largo extrait de Piccoli (piano seul), 1941
- Largo extrait de Piccoli (transcription pour violon par l’auteur avec acc. de piano), 1942
- Berceuse pour Pouska (piano seul), 1941
- Id. pour violon (avec acc. de piano), 1941
- Id. pour petit orchestre, 1942
- Polka miniature (pour piano), 1942
- Finances-Bourse (partition d’orchestre), 1942
- Gavotte extrait de la petite suite (piano seul), 1941
- Gavotte extrait de la petite suite (transcription pour violon et piano par l’auteur), 1942
- Turandot ballet (partition d’orchestre), 1941
- Danse tartare de Turandot (piano seul), 1942
- Don Philippe, opérette lyrique, 1943
- Don Philippe, suite de valses pour piano seul, 1943

### Autres partitions
Un certain nombre de partitions manuscrites et imprimées furent tout à fait par hasard récupérées vers 1970 dans un placard mural partiellement protégé de l'humidité, dans un petit manoir aujourd'hui disparu, autrefois connu sous le nom de château de Malvirade, situé dans un parc actuellement loti, à côté de la D813, et partiellement détruit par un incendie, à Fauguerolles. Ce fonds, comprenant également quelques correspondances ainsi que l'opuscule cité en annexe, est toujours détenu par la personne ayant fait cette découverte surprenante. Parmi ces manuscrits, on notera la présence de partitions, style caf'conc', au nom de Stanove, qui semble être un pseudo du compositeur (ainsi qu'une localité ukrainienne).